# Roque Barbiere
Roque Barbiere, conhecido como Roquinho, (Coroados, 16 de agosto de 1952), é um político brasileiro, filiado ao Avante.
Advogado e professor de educação física, Roque Barbiere foi vereador em Birigui de 1983 a 1988, ano em que se elegeu vice-prefeito da cidade, acabou assumindo por 2 meses a prefeitura de Birigui por motivos de doença do então prefeito. Está cumprindo seu sétimo mandato consecutivo de deputado estadual. Foi 3º secretário da ALESP nos biênios 1997-99 e 1999-2001, 1º vice-presidente no biênio 2003-2005 e 2º vice-presidente no biênio 2011-2013. É autor da lei que insere no currículo escolar público o ensino de noções básicas de prevenção e combate ao uso indevido de drogas, da que torna obrigatório o sorteio entre os inscritos das casas financiadas pela CDHU e da que regulamenta a doação de órgãos para transplante no Estado. Foi membro efetivo da Comissão de Constituição e Justiça da Assembleia Legislativa
Em 2010, foi eleito deputado estadual para a 17ª legislatura (2011-2015).